# 疏毛中甸乌头
疏毛中甸乌头（学名：Aconitum piepunense var. pilosum）为毛茛科乌头属下的一个变种。

## 扩展阅读
- 維基物種上的相關：疏毛中甸乌头